# Cuando quiero llorar no lloro
Cuando quiero llorar no lloro es la quinta novela del escritor venezolano Miguel Otero Silva, publicada por editorial Tiempo Nuevo, el 25 de junio de 1970. Está considerada una de las más importantes dentro de la obra de Otero y de la literatura venezolana en general.

## Reseña
Se caracteriza por un despliegue exagerado de innovaciones literarias como la influencia de la cinematografía y el uso de múltiples voces narrativas. Basada en los años 1950 y 1960, durante el desarrollo de la historia Otero expone las condiciones sociales y políticas de la Venezuela de esa época. Según la esposa de Otero, la novela fue escrita durante un retiro de cuatro meses en la Villa Guillichini, un castillo medieval de su propiedad en Arezzo, Italia.
El título está tomado de un verso del poema "Canción de otoño en primavera" escrito por el poeta nicaragüense Rubén Darío.
La novela fue llevada al cine por Mauricio Wallerstein en 1973 y producida en Colombia en formato miniserie en 1991. En 2009 la miniserie fue adaptada al formato telenovela bajo el título Los Victorinos por el canal estadounidense Telemundo. Al momento de su estreno el 23 de junio, la telenovela obtuvo la mayor audiencia en la historia de ese canal. En 2011 la colombiana RCN Televisión realizó la telenovela Tres Milagros, en la que ahora la profecía cae sobre tres mujeres, que tendrán que enfrentar su pasado y un amor que las une.
La obra fue llevada al teatro por el grupo Rajatabla de Caracas en 2009 en una adaptación de José Domínguez-Bueno en el Ateneo de Caracas, y reestrenada en 2012 por la misma agrupación para el Festival Internacional de Teatro de Caracas.

## Sinopsis
La novela comienza pocos días antes del derrocamiento de Rómulo Gallegos y el comienzo de la dictadura de Marcos Pérez Jiménez y cuenta la historia de tres venezolanos de distintas clases sociales que comparten el mismo nombre, fecha de nacimiento (8 de noviembre de 1948) y de muerte (el mismo día de 1966 en el que los tres se encuentren). El joven de clase baja (Victorino Pérez) se vuelve un criminal común, el de clase media (Victorino Perdomo) se une a la guerrilla y el de clase alta (Victorino Peralta) se liga a una pandilla de muchachos ricos. Las anécdotas vitales de los tres muchachos sirven como vehículos para plasmar la condición en cada uno de sus estratos sociales y los efectos del ambiente de violencia e inestabilidad que permeaba al país en ese momento.